# Abelardo Mata
Abelardo dos Santos Mata (Rio de Janeiro, 9 de abril de 1906 — Rio de Janeiro, 21 de agosto de 1976) foi um político brasileiro. Exerceu o mandato de deputado federal constituinte pelo Rio de Janeiro em 1946.